# ラクスジェン・5
ラクスジェン・5セダン（Luxgen 5 SEDAN ）は台湾の自動車メーカー・裕隆汽車がラクスジェンブランドで販売していた中型セダンである。
当項では、改称モデルの「S5ターボ（S5 TURBO）」「S5ターボ　エコハイパー（S5 TURBO ECO HYPER）」についても併記する。

## 概要
2011年の上海モーターショーで発表されたコンセプトカー「ネオラ」（Neora ）を源流とし、それを市販向けに修正した上で、ラクスジェン・7MPV、ラクスジェン・7SUVに続くラクスジェンブランドの第3弾として2011年12月に台北モーターショー（台北車展）にて発表、その後、2012年4月に台湾市場にて発売を開始。追って、2013年4月30日には1.8リットルエンジンに5MTを組み合わせた「M+」を追加した。
2013年12月、他モデル同様に改称が実施され、車名が「S5ターボ」となったが、5MTモデルのみ「5セダン・M+」を継続販売する。
2015年10月にはヘッドライトやリヤコンビネーションレンズを「ネオラ」を連想させるブーメラン型の新造形とし、メカニズムにもメスを入れるなど（後述）初の大幅改良が施され、車名も「S5ターボ　エコハイパー」へと変更。エンジンは1.8リットルと2.0リットルの2本立てに変わりはないが、ロングストローク化により1.8リットルは170PS、2.0リットルは191PSに向上し、燃費も向上させている。またサスペンションのセッティングを大幅に見直すことで、操安性と乗り心地の向上を図っている。なお今回のマイナーチェンジモデルは他モデル同様、開発に水野和敏が参画している。
尚、中国市場においても東風裕隆を通じて「納5」の車名で販売される。

## メカニズム
米国・アルティアと共同開発したプラットフォーム（基本的に日産・Bプラットフォームの転用）を採用し、1.8リットルもしくは2.0リットルエンジンに可変バルブ機構（VVT）とハネウェル製「ギャレット」タービン内蔵のターボチャージャーを組み合わせ、トランスミッションはアイシンAW（現:アイシン）製AT（1.8リットルは5速、2.0リットルは6速）ならびに5MTを搭載。安全面ではデュアルサイドカーテンエアバッグやESCなどを標準装備している。 
装備面では「アクティブイーグルビュー+」「サイドビュー+」「ナイトビジョン+」レーンキープシステム「LOWS+」を備えたマルチメディアシステム「THINK+Touch」を備え、iKEY+と呼ばれるスマートキーシステムや電子式パーキングブレーキ（＝EPB、M+を含む）、本皮革シートなども用意。
オーディオ、エアコン操作部周辺は近年のボルボ車に採用される「フリーフローティングセンタースタックデザイン」同様、背面に空間が出来、文字通り浮いたように見える構造となっている。

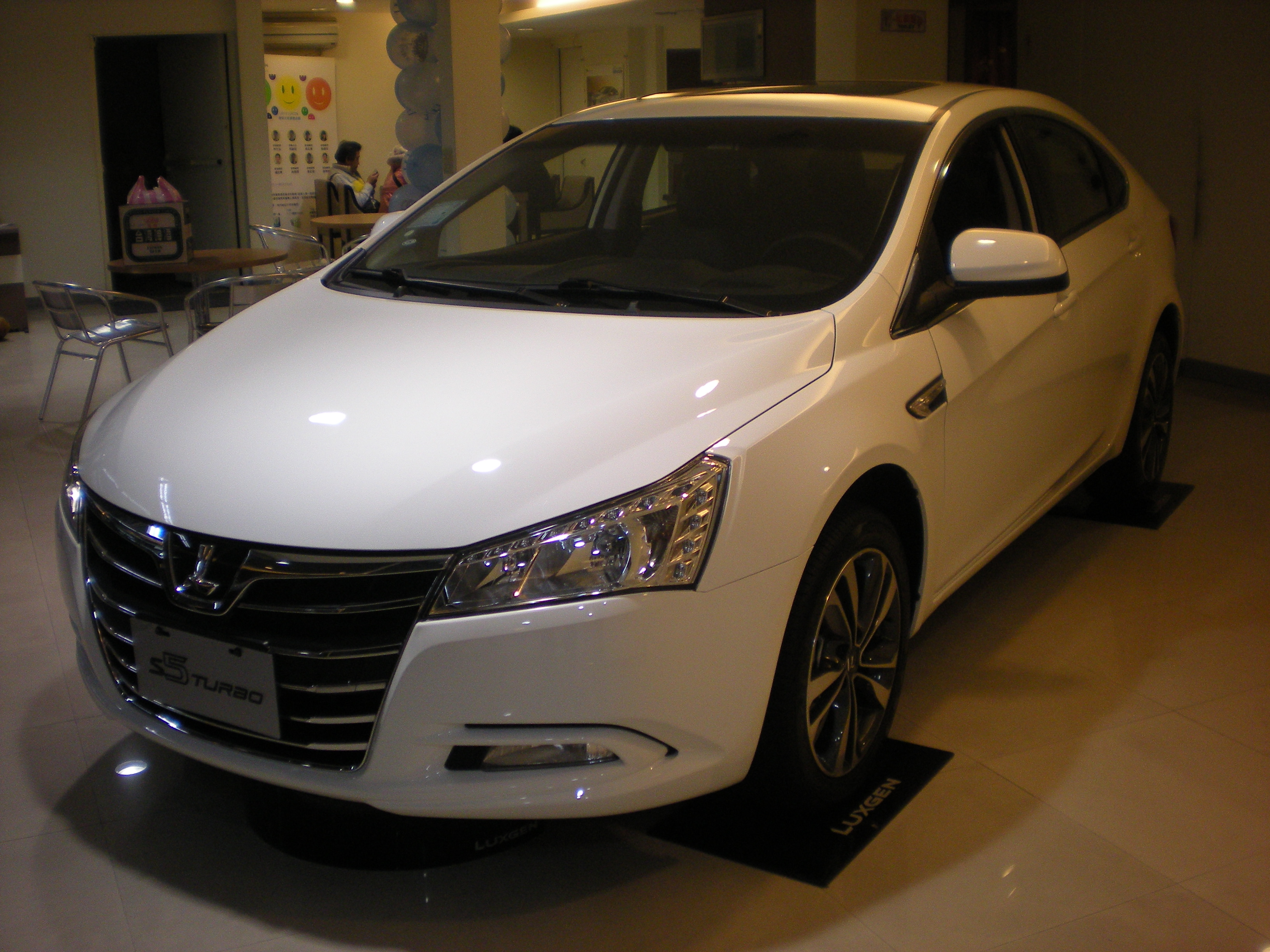
S5　フロント
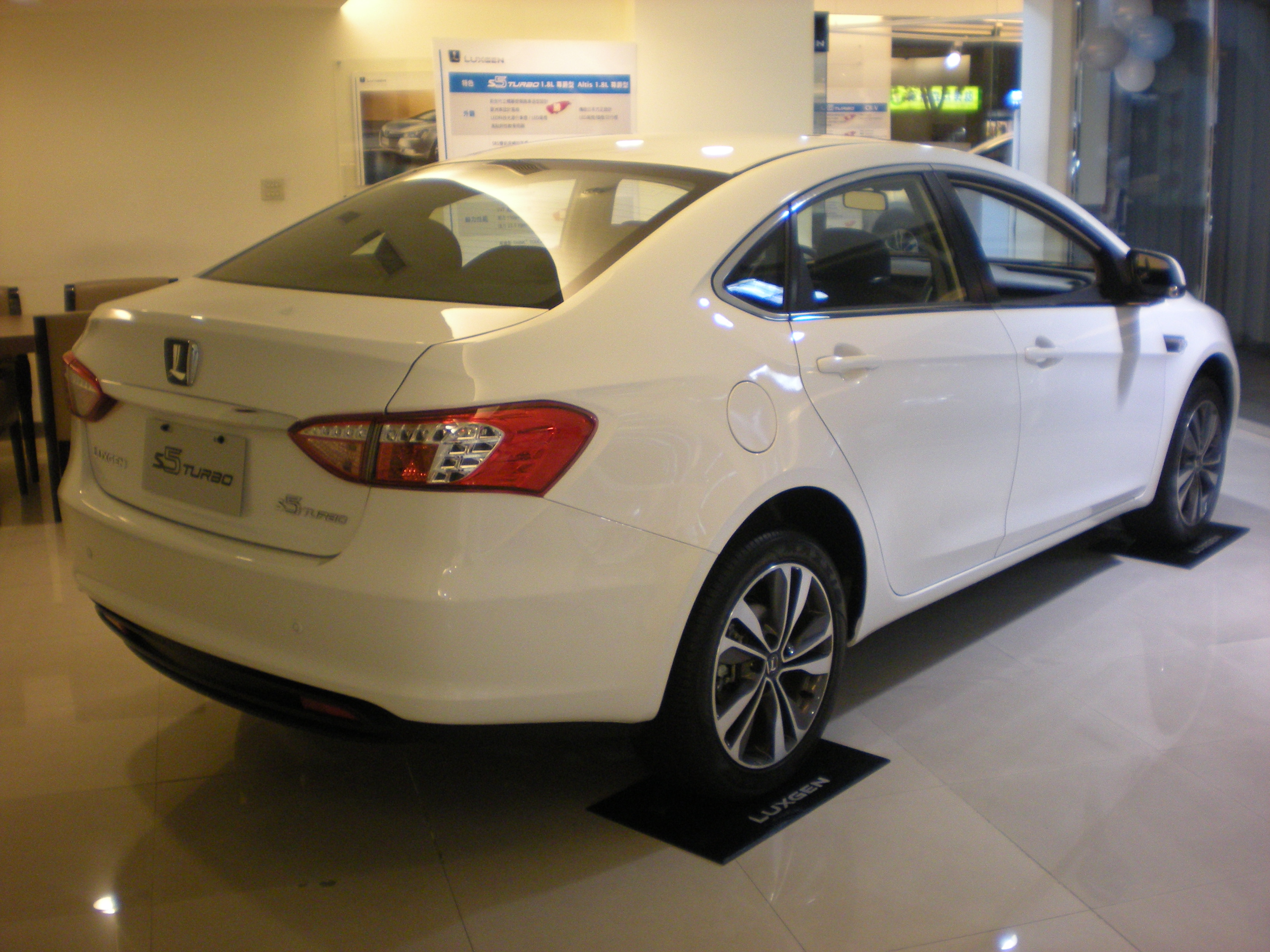
S5　リヤ